# ビャチェスラフ・イワネンコ
ビャチェスラフ・イワネンコ （ロシア語: Вячеслав Иванович Иваненко、1961年3月3日 - ）は、旧ソビエト連邦の陸上競技選手。競歩の選手であり、1988年ソウルオリンピック男子50km競歩の金メダリストである。

## 主な実績
| 年   | 大会                 | 場所                         | 種目     | 結果 | 記録    |
| ---- | -------------------- | ---------------------------- | -------- | ---- | ------- |
| 1986 | ヨーロッパ陸上選手権 | シュトゥットガルト(西ドイツ) | 50km競歩 | 銀   | 3:41.54 |
| 1987 | 世界陸上選手権       | ローマ(イタリア)             | 50km競歩 | 銅   | 3:44.02 |
| 1988 | オリンピック         | ソウル(韓国)                 | 50km競歩 | 金   | 3:38.29 |

## 自己ベスト
- 20km競歩 - 1時間21分28秒 (1987年)
- 50km競歩 - 3時間38分29秒 (1988年)